# Alex Stait
Alex Stait, né le 5 novembre 1979, est un joueur professionnel de squash représentant l'Angleterre. Il atteint en janvier 2005 la 53e place mondiale sur le circuit international, son meilleur classement.

## Biographie
Il se qualifie pour les championnats du monde 2002, échouant au premier tour face à John White.
Depuis sa retraite sportive, il est entraîneur de squash à Manchester puis aux États-Unis, notamment des équipes juniors américaines, recevant à ce titre la distinction d’entraîneur de l'année en octobre 2019
.